# Haue (Schalksmühle)
Haue ist ein Ortsteil der Gemeinde Schalksmühle im Märkischen Kreis im Regierungsbezirk Arnsberg in Nordrhein-Westfalen (Deutschland).

## Lage und Beschreibung
Der Wohnplatz befindet sich am Bach Hilmecke und ist über eine Zufahrt aus Ramsloh erreichbar, die auch Mummeshohl, Mesewinkel, Berkey und Siepen anbindet.
Weitere Nachbarorte auf dem Schalksmühler Gemeindegebiet sind Rölveder Mühle, Everinghausen, Hülscheid, Altenhülscheid, Dornbusch, Schmermbecke, Felde, Spormecke, Davidshöhe und die Wüstung Hilmecke.

## Geschichte
Haue war Teil der Gemeinde Hülscheid in der Bürgermeisterei Halver im Kreis Altena. Der Ort ist auf der Preußischen Uraufnahme von 1840 unbeschriftet verzeichnet. Ab der Preußischen Neuaufnahme von 1892 ist der Ort auf Messtischblättern der TK25 als Haue verzeichnet.
1844 wurde die Gemeinde Hülscheid mit Haue von dem Amt Halver abgespaltet und dem neu gegründeten Amt Lüdenscheid zugewiesen.
Die Gemeinde- und Gutbezirksstatistik der Provinz Westfalen führt 1871 den Ort als Etablissement unter dem Namen Haue ohne Wohnhaus und keinem Einwohnern auf.  Das Gemeindelexikon für die Provinz Westfalen gibt 1885 für Haue eine Zahl von fünf Einwohnern an, die in einem Wohnhäusern lebten. 1895 besitzt der Ort ein Wohnhaus mit fünf Einwohnern, 1905 werden ein Wohnhaus und sieben Einwohner angegeben.
1969 wurden die Gemeinden Hülscheid und Schalksmühle zur amtsfreien Großgemeinde (Einheitsgemeinde) Schalksmühle im Kreis Altena zusammengeschlossen und Haue gehört seitdem politisch zu Schalksmühle, das 1975 auf Grund des Sauerland/Paderborn-Gesetzes Teil des neu geschaffenen Märkischen Kreises wurde.